# بخش کلباد
بخش کلباد از یکی از بخش‌های شهرستان گلوگاه واقع در استان مازندران و مرکز آن روستای بزرگ لمراسک است.

## تقسیمات کشوری
- بخش کلباد:
  - دهستان کلباد شرقی
  - دهستان کلباد غربی

## جمعیت
بنابر سرشماری مرکز آمار ایران، جمعیت بخش کلباد شهرستان گلوگاه در سال ۱۳۸۵ برابر با ۱۲۷۶۰ نفر بوده‌است.